# Mairy-sur-Marne
Mairy-sur-Marne is een gemeente in het Franse departement Marne (regio Grand Est) en telt 544 inwoners (2005). De plaats maakt deel uit van het arrondissement Châlons-en-Champagne.

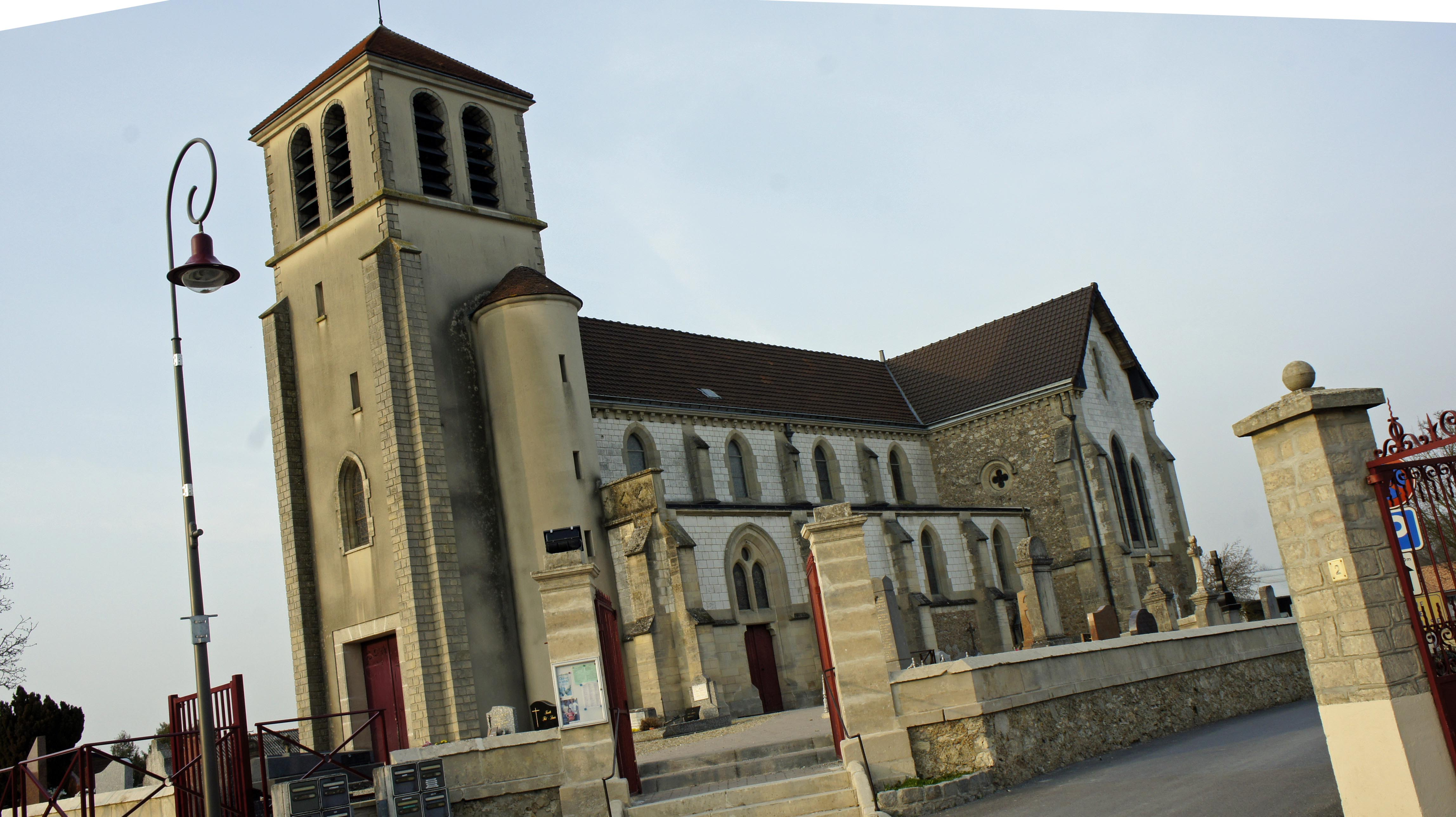
Kerk van Mairy-sur-Marne
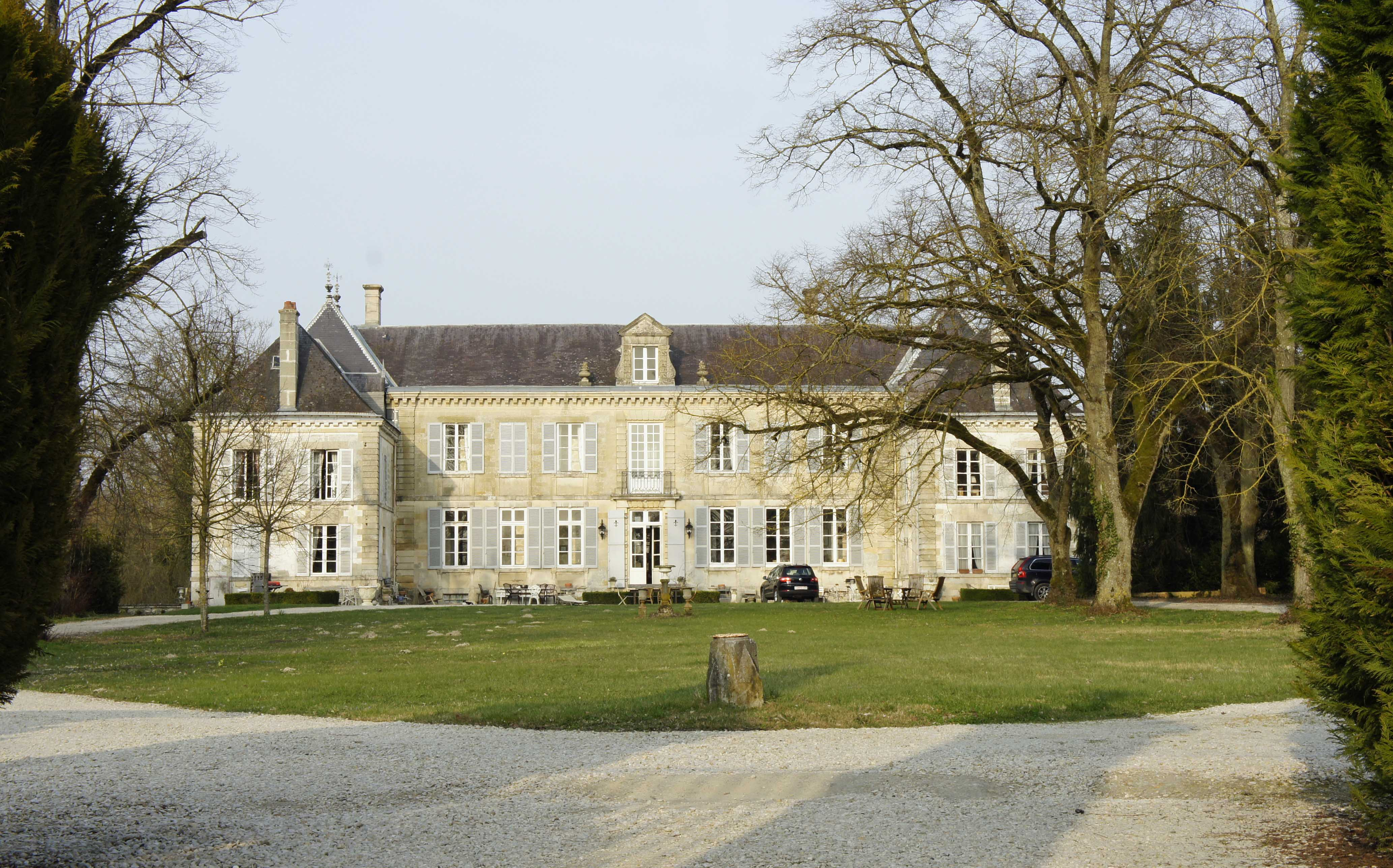
Gemeentehuis

## Geografie
De oppervlakte van Mairy-sur-Marne bedraagt 21,0 km², de bevolkingsdichtheid is 25,9 inwoners per km².
De onderstaande kaart toont de ligging van Mairy-sur-Marne met de belangrijkste infrastructuur en aangrenzende gemeenten.

## Demografie
Onderstaande figuur toont het verloop van het inwonertal (bron: INSEE-tellingen).